# 정의택
정의택(1989년 10월 3일 ~)은 대한민국의 성우로, 2019년 대원방송 성우극회 10기로 입사하였으며 2021년부터 프리랜서로 활동 중이다. 이주승, 임채빈, 성예원, 이은조와 동기.

## 출연작

### 애니메이션
- 나의 히어로 아카데미아 4기 - 로크로크, 시가라키 요이치, 사카키 데이도로 외 각종 단역
- 신 도라에몽 시리즈 - 각종 단역
- 마법사 프리큐어! - 라부, 그리드라 4, 돈 그리드라 4, 스켈레토치, 남윤도, 남학생 외 각종 단역
- 미래소년 코난 - 다이스
- 반요 야샤히메 1기 - 청년 코하쿠, 금화, 명왕수, 리키치, 가가고젠
- 부호형사 Balance:UNLIMITED - 키요미즈 유키히로
- 블랙 클로버 - 나하트 파우스트, 자그레드 / 론네, 카이트, 게발트, 카브에 칼리온, 브이데, 포트로프, 로베로 린게르트 외 각종 단역
- 오소마츠 6쌍둥이 - 무라카미 코지
- 원피스 시리즈 - 사사키, 어린 베르고, 오니마루, 쿠니, 딜러, 페세타
- 유희왕 VRAINS - 각종 단역
- 유희왕 SEVENS - 카이저, 슈벨, 구석기 외 각종 단역
- 재채기 대마왕 2020 - 그럼 아저씨, 권튼튼, 바우와우
- 조이드 와일드 제로 - 더글라스 알드리지, 내레이션, 마리아 아빠, 볼코프 외 각종 단역
- 호빵맨 - 셔벗소년, 바위사나이 외 각종 단역
- 보틀맨 - 김이온
- 페어리 테일 - 남자 2
- 나의 히어로 아카데미아 5기 - 시가라키 요이치, 트럼펫, 엔딩 외 각종 단역
- 닥터 스톤 - 사이온지 우쿄, 맨틀 외 각종 단역
- 마루코는 아홉살(재더빙) - 호야, 쥰
- 반요 야샤히메 2기 - 청년 코하쿠, 도깨비 삼총사 외 각종 단역
- 작은 아씨들 - 마치 목사, 프레드릭, 존 브룩, 로리 로렌스
- 작은 아씨들 - 조의 아이들 - 토미 뱅스, 존 브룩, 로리 로렌스, 마치 목사
- 꼭두각시 서커스 - 레이프 번하트, 량 창퐁, 스티븐 로컨필드, 나카다, 하자마, 카지야마, 카노 다이키, 도토레, 아노스, 마이클, 플래시 지미, 큐피디아, 브리겔라
- 카드파이트!! 뱅가드 overDress - 이세키 마사노리, 오오쿠라 타카미
- 트로피컬 루즈! 프리큐어 - 싹둑싹둑, 슈퍼 절대 하지않을랭, 홍매화 선생님의 아버지 외 각종 단역
- 쾌걸 조로리 ~불성실하면서도 성실한~ - 비트, 르도지 외 각종 단역
- 베리베리 뮤우뮤우 뉴 (KBS 키즈) - 주시경, 하민서
- 스페이스 동의보감 (SBS) - 무정
- 스페이스 동의보감 2 (KBS) - 무정
- 스파이 패밀리 - 데미트리어스 데스몬드
- 쿵푸팬더: 용의 기사 시즌 1 - 웨이민 외 각종 단역
- 쾌걸 근육맨 2세(재더빙) - 지죠맨
- 소닉 프라임 - 닥터 배블
- 쿵푸팬더: 용의 기사 시즌 2 - 웨이민, 자이에쉬, 팍스 외 각종 단역
- 도깨비캡처 보물산의 전설 - 형
- 부탁이니 죽어주라 - 윤여명
- 댕댕 어드벤처 - 아빠

### OST
- 보틀맨 - 엔딩
- 댕댕 어드벤처 - 오프닝 엔딩

### 극장용 애니메이션
- 극장판 도라에몽: 진구의 도라비안 나이트 - 제페토
- 극장판 도라에몽: 진구와 구름왕국 - 다가로의 할아버지
- 극장판 도라에몽: 진구의 신 공룡 - 토프
- 엘리멘탈(디즈니) - 앨런 리플
- 인사이드 아웃 2(디즈니) - 파우치
- 스트레인지 월드(디즈니) - 로리
- 장화신은 고양이: 끝내주는 모험 - 소년의 아빠, 바텐더, 베이커, 쫓는 베이커, 베이커 군단, 병사
- 모아나 2 - 모니

### 게임
- 그랜드체이스 for kakao - 솔 크레딜
- 던전앤파이터 - 장로 갈라드, 에디
- 랜덤채팅의 그녀 - 권용우(랜덤채팅의 그녀!)
- 메이플스토리 - 자드
- 원신 - 타이나리, 상화, 명보
- 쿠키런: 킹덤 - 생크림대주교 쿠키
- 황혼의 신부 - 시온 크로울드
- X2: 이클립스 - 소호
- 함부로 소설 쓰지 맙시다 - 프랑
- 명일방주 - 윈드플릿
- 젠레스 존 제로 - 아사바 하루마사

### 특촬물
- 가면라이더 지오 - 우르 / 어나더 기계, 오무홍, 강비류 아빠, 정진철 외 각종 단역
- 가면라이더 뉴 제네레이션 FOREVER - 티드 / 어나더 쿠우가
- 극장판 가면라이더 지오 Over Quartzer - 상현 / 가면라이더 자모나스, 가면노리다
- 가면라이더 제로원 - 전기웅, 배송봇 / 쿠에네오 마기어, 교사봇 / 맘모스 마기어, 주신택 / 웨일 레이더, 함기태 / 판다 레이더, 민성훈 / 배틀 레이더, 정형일, 은대성 외 각종 단역
- 가면라이더 세이버 - 스토리우스 / 스토리우스 메기도 / 가면라이더 스토리우스, 태슬
- 파워레인저 다이노소울 - 각종 단역
- 파워레인저 루팡포스 VS 패트롤포스 - 민재하 / 초대 패트롤 2호, 굿 스트라이커, 가시로 찌르성게, 잭팟 스트라이커, 룰레타 게로(1화), 캐러트 냐오(1~2화), 라브룸 죠스(1화, 4화), 옥토퍼(19화), 커버트 커버밧치(21화), 포포이 뻐끔뻐끔(22화), 기위 뉴지(23~24화), 삐요도르(27화), 지비 고홈(37화), 슈네이크 오페(38화), 스푸핑(43~44화), 영화 감독(11화)
- 파워레인저 젠카이저 - 게게, 어지르텡, 달팽이 월드 / 거대 달팽이 월드, 우유 월드 / 거대 우유 월드, 거꾸로 월드 / 거대 거꾸로 월드, 설날 월드 / 거대 설날 월드, 역풍 월드 / 거대 역풍 월드, 사파이어 월드 / 거대 사파이어 월드, 의사

### 외화
- 백설공주 (디즈니) - 재채기(제이슨 크래비츠)

### 오디오북
- 똥볶이 할멈 윌라
- 조인계획 윌라
- 이문열 초한지 9윌라 10윌라
- 악의의 질량 윌라
- 바람이 분다 윌라
- 얼마나 사랑하는지 묻는다면 윌라
- 재벌가 막둥이는 만능 천재 윌라
- 괴담서랍 윌라
- 한산 윌라
- 별빛을 쫓는 검은 표범, 라티야 (마비노기 영웅전) 윌라 오디오 클립
- 미지의 파랑 - 소울메이트를 찾아서 윌라 오디오 클립
- 핑크레인저 로맨스 윌라
- 붉은무늬상자 윌라
- 기사학교의 검술천재 윌라
- 그와 그녀의 온도 윌라
- 오즈의 마법사 윌라

### 오디오드라마/드라마CD
- 불가항력 그대(ACO) - 심동혁
- 푸른 괴물의 껍질(ACO) - 마크
- 스윗스팟(ACO) - 박다빈
- 인투 더 레드(ACO) - 캐스터
- 러브 오어 헤이트(ACO) - 이해수
- 이방인(ACO) - 김지호
- 임계점(야해) - 남현수 외

야화첩(야해) - 김씨 외

### 광고
- 대성마이맥 패스×교재 더블 환급 2023 대성올패스 - 내레이션, 김승리, 신사임당, 윤도영